# Université nationale de La Matanza
L’université nationale de La Matanza (en espagnol : Universidad Nacional de La Matanza ou UNLaM) est une université publique créée en 1989 et située à San Justo, La Matanza partido, en la province de Buenos Aires, Argentine.
En 2013, l'établissement comprend environ 50 000 étudiants.